# Гравастар
Гравастар (англ. gravastar) — гипотетический астрофизический объект, предложенный в качестве теоретической альтернативы чёрной дыры, теорию гравастара разработали Эмиль Моттола из Национальной лаборатории в Нью-Мексико и Пауль Мазур из Университета Штата Южная Каролина. Сам термин «гравастар» является акронимом английских слов, означающих «звезда гравитационного вакуума» (англ. gravitational vacuum star). При разработке первых теорий чёрных дыр ещё не были известны фундаментальные физические ограничения, такие как планковская длина и планковское время, поэтому теория гравастара является попыткой своего рода «модернизации» теории чёрных дыр путём включения в неё квантовомеханических эффектов.

## Структура
Теория гравастара основывается на общей теории относительности Эйнштейна и использует также универсальное понятие «наименьшей длины», существующей в квантовой механике. Эта величина известна как планковская длина — естественная единица длины, поскольку в неё входят только фундаментальные константы: скорость света, постоянная Планка и гравитационная постоянная.
Планковская длина равна:
{\displaystyle \ell _{P}={\sqrt {\frac {\hbar G}{c^{3}}}}} ≈ 1,616199(97)⋅10−35 м,
где:
- ħ — постоянная Дирака (h/2π);
- G — гравитационная постоянная;
- c — скорость света в вакууме.

Согласно квантовой теории, объекты с размерами меньше, чем планковская длина, в принципе ненаблюдаемы. Это имеет большое значение для структуры гравастара, поскольку из общей теории относительности следует, что вокруг гравастара очень большой массы имеется область, «неизмеряемая» для внешней вселенной, так как в этой области из-за синего смещения длина волны света приближается по величине, а затем становится меньше планковской длины. Эта область получила название «гравитационный вакуум».
Мазур и Моттола предположили, что за пределами этой области будет находиться очень плотная форма материи, конденсат Бозе-Эйнштейна. В лабораторных условиях бозоны можно охладить до температур, близких к абсолютному нулю. В таком сильно охлаждённом состоянии достаточно большое число атомов оказывается в своих минимально возможных квантовых состояниях и квантовые эффекты начинают проявляться на макроскопическом уровне. Для внешнего наблюдателя ядро гравастара будет приближаться по свойствам к конденсату Бозе-Эйнштейна, и его можно наблюдать только благодаря излучению Хокинга. Обнаружение чёрных дыр возможно лишь при астрономических наблюдениях в рентгеновском диапазоне, таким же путём могут быть обнаружены и гравастары.
Мазур и Моттола предположили, что искусственное создание гравастара может объяснить происхождения нашей Вселенной и многих других вселенных, потому что вся материя, выходя из коллапсирующей звезды, будет проходить сквозь центральное отверстие в новое измерение, после чего вечно расширяться, в соответствии с современными теориями Большого взрыва. Это «новое измерение» оказывает внешнее давление на слой конденсата Бозе-Эйнштейна и защищает его от дальнейшего разрушения.
Модель гравастара может послужить инструментом для описания, как тёмная энергия ускоряет расширение Вселенной. Один из возможных вариантов теории гравастара использует излучение Хокинга как средство обмена энергией между «материнской» и «порождённой» Вселенными, но эта точка зрения вызывает большие разногласия в научном сообществе.
Формирование гравастара также может помочь объяснить возникновение внезапных и интенсивных всплесков гамма-излучения.

## Сравнение с чёрными дырами
Теория гравастара призвана разрешить разногласия между приверженцами теории чёрных дыр и фундаментальной физикой, устранив очевидные противоречия за счёт использования аппарата квантовой физики.

### Горизонт событий
В гравастаре горизонт событий не является чётко определённой поверхностью. Каждое значение длины волны света имеет свой «горизонт событий», внутри которого наблюдатель в плоском пространстве-времени никогда не сможет измерить эту длину волны из-за гравитационного красного смещения.

### Динамическая устойчивость гравастара
Есть точка зрения, что при определённых условиях гравастар, равно как и «классическая» чёрная дыра не являются стабильными, если они вращаются. В некоторых работах показано, что вращающийся гравастар может быть стабильным при определённой угловой скорости, толщине оболочки и компактности. Также возможно, что некоторые гравастары могут быть физически стабильными в космологических масштабах времени. Как показано в других теоретических исследованиях, обоснование возможности существования гравастара не исключает возможности существования чёрных дыр.